# Saujon
Saujon is een gemeente in het Franse departement Charente-Maritime (regio Nouvelle-Aquitaine). De gemeente telde 7.314 inwoners op 1 januari 2022. De plaats maakt deel uit van het arrondissement Saintes.
De haven van Ribérou op de Seudre was eeuwenlang een handelshaven. Saujon is daarnaast een kuuroord.

## Geschiedenis

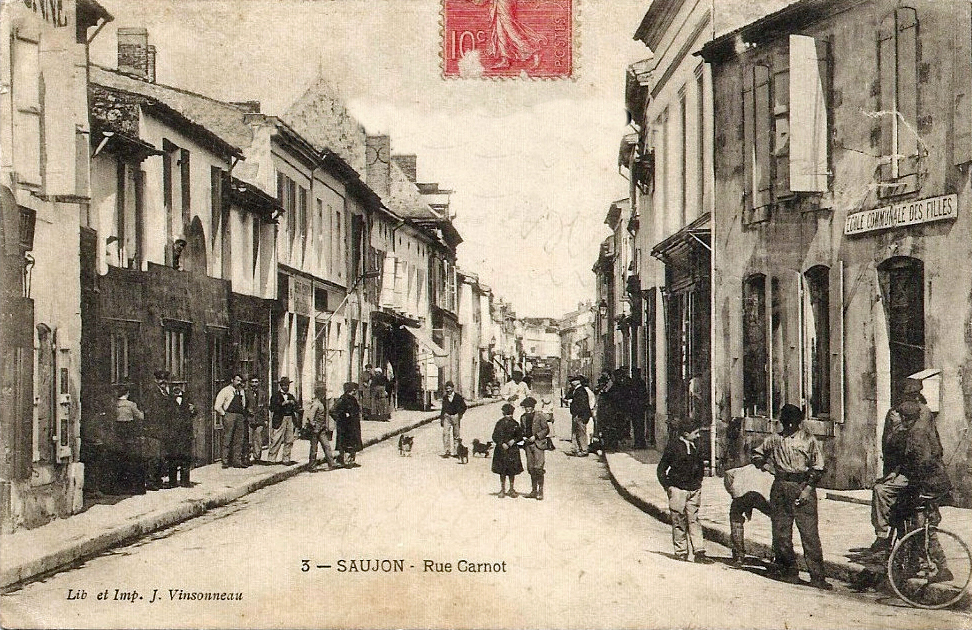
Saujon aan het begin van de 20e eeuw

Al van in de Gallo-Romeinse periode was Saujon een handelshaven. In de haven werden zout, graan en wijn verhandeld. In de 5e eeuw werd een priorij gesticht in Saujon. Deze werd enkele eeuwen later geplunderd en vernield door de Vikingen. In de middeleeuwen werd een burcht gebouwd wegens de strategische ligging van de plaats aan de Seudre. In de 12e eeuw werd een romaanse parochiekerk gebouwd. Deze ging verloren tijdens de godsdienstoorlogen van de 16e eeuw.
Kardinaal de Richelieu kocht het kasteel van Saujon in 1632. Hij liet de donjon afbreken en liet een nieuw kasteel bouwen. Het kasteel was nog niet klaar bij zijn dood in 1642. Hij had ook plannen voor de aanleg van een kanaal tussen Saujon en Talmont-sur-Gironde, maar dit plan werd nooit uitgevoerd. Aan het einde van de 17e eeuw werd de haven van Ribérou ongeschikt voor grotere schepen door het dichtslibben van het estuarium van de Seudre. Hierdoor verloor de stad haar commercieel en militair belang.
In de 19e eeuw kreeg de haven door de aanleg van een sluis en kaden een nieuw elan en er werd een markthal gebouwd in de stad. In 1860 werden thermen geopend door de arts Louis Dubois (1811-1895). In 1876 werd het treinstation geopend. Saujon is daarna uitgegroeid tot een kuuroord.

## Geografie
De oppervlakte van Saujon bedroeg op 1 januari 2022 18,07 vierkante kilometer; de bevolkingsdichtheid was toen 404,8 inwoners per km².
De Seudre stroomt door de gemeente en is deels gekanaliseerd. Het zilte water van het estuarium van de Seudre komt ter hoogte van de sluizen van Saujon samen met het zoete rivierwater.
De onderstaande kaart toont de ligging van Saujon met de belangrijkste infrastructuur en aangrenzende gemeenten.

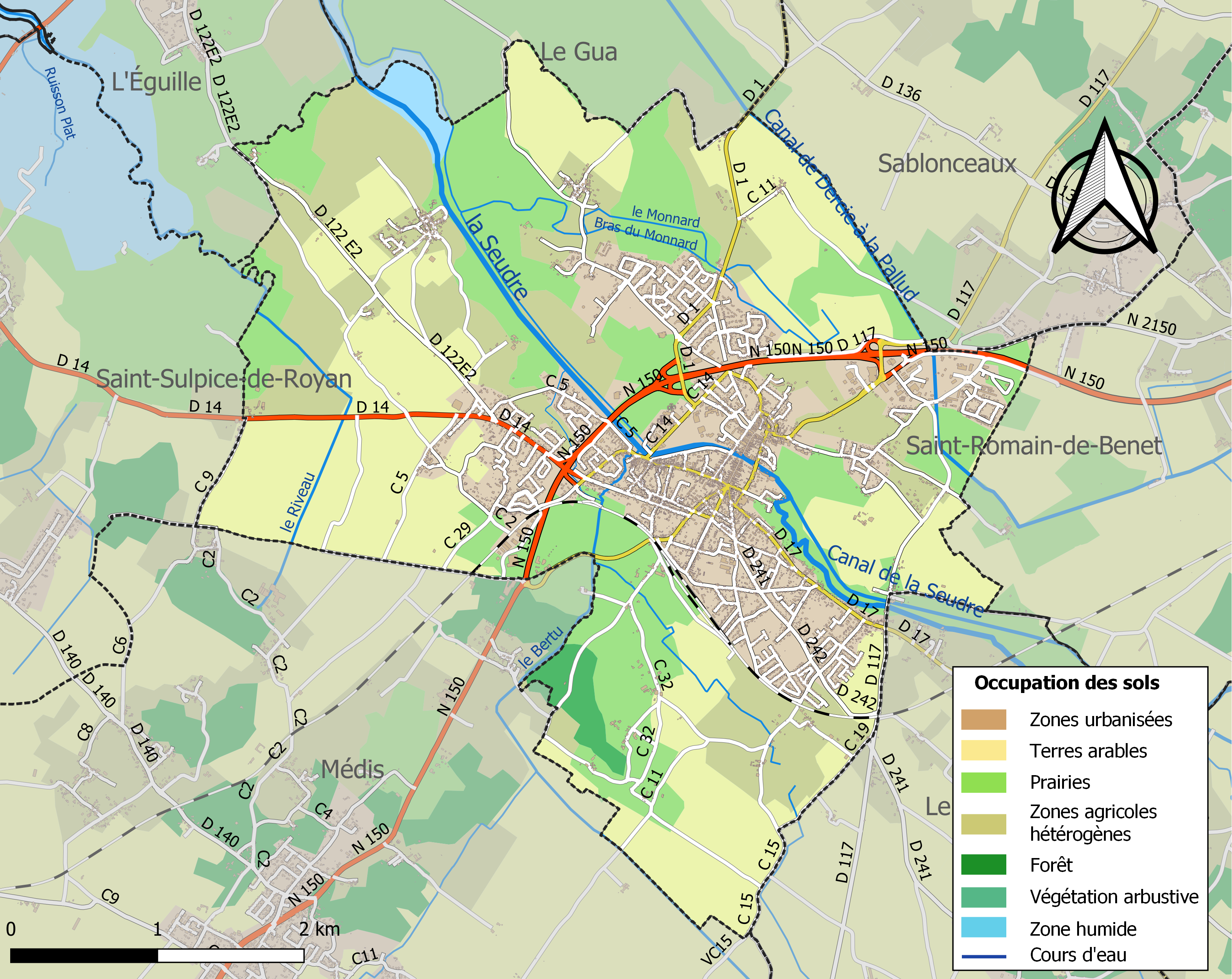

## Verkeer en vervoer
In de gemeente ligt spoorwegstation Saujon.

## Demografie
Onderstaande figuur toont het verloop van het inwonertal (bron: INSEE-tellingen).